# 理化苗族彝族乡
理化苗族彝族乡是中华人民共和国贵州省毕节市大方县下辖的一个民族乡。

## 行政区划
理化苗族彝族乡下辖以下村级行政区划单位：
理化社区、理化村、大塘村、石牛村、果木村、营盘村、长春村、法乐村、新发村、偏坡村和金鸡村。